# Heinrich Vater
Heinrich August Vater (Brema, 5 settembre 1859 – Dresda, 10 febbraio 1930) è stato un mineralogista e naturalista tedesco.

## Biografia
Nel 1884 conseguì il dottorato a Lipsia con la tesi Die fossilen Hölzer der Phosphoritlager des Herzogthums Braunschweig. Fu un impiegato del Royal Saxon Geological Survey e nel 1886 si diplomò in mineralogia e geologia al Politecnico di Dresda. Durante l'anno seguente, divenne professore presso l'Accademia delle foreste di Tharandt. Nel 1898 divenne membro della Deutsche Akademie der Naturforscher Leopoldina.

## Opere principali
- Die Bewurzelung der Kiefer, Fichte und Buche, Berlin : P. Parey, 1927.
- Beiträge zur Kenntnis der Humusauflage von Fichte und Kiefer, Berlin : P. Parey, 1928.